# Estádio Teslim Balogun
O Estádio Teslim Balogun (em inglês: Teslim Balogun Stadium) é um estádio multiuso localizado em Lagos, antiga capital e maior cidade da Nigéria, muito próximo do Estádio Nacional de Lagos. Oficialmente inaugurado em 17 de maio de 2007, é a casa onde o clube local Vandrezzer Football Club manda seus jogos oficiais. A Seleção Nigeriana de Futebol esporadicamente também manda seus jogos amistosos e oficiais no estádio. Sua capacidade máxima é de 24 325 espectadores.